# Хосе Антоніо Арданса
Хосе Антоніо Арданса (баск. Jose Antonio Ardanza Garro 10 червня 1941, Елорріо, Країна Басків — 8 квітня 2024) — баскський політик, Леендакарі (Президент) Країни Басків з 2 березня 1985 до 2 січня 1999. Один з лідерів Баскської націоналістичної партії.

## Біографія
Хосе Антоніо Арданса народився 10 червня 1941 року в Елорріо в Країні Басків. Закінчив Університет Деусто за напрямком право.
24 січня 1985 року Баскська національна партія висунула недовіру тодішньому очільнику Країни Карлосу Гарайкоечеа та обрала новим президентом Арданса.